# Наукова бібліотека Центральноукраїнського державного педагогічного університету імені Володимира Винниченка
Наукова бібліотека ЦДПУ ім. В. Винниченка  — навчальний, культурно-просвітницький та науково-інформаційний структурний підрозділ Центральноукраїнського державного педагогічного університету імені Володимира Винниченка, з фондом близько 730 тис. примірників з різних галузей знань. Заснована 1 червня 1921 році при Єлисаветградських вищих педагогічних курсах.

## Історія
Бібліотека заснована при вищому педагогічному закладі, проте документально точна дата не встановлена. Першим реальним кроком із створення вищого педагогічного закладу на Єлисаветградщині стало відкриття вищих педагогічних курсів, які готували вчителів для початкових шкіл. Тому умовно будемо вважати, що історія створення бібліотеки починається з 1921 року. Очолював Елисаветградські педкурси В. І. Харцієв. У 1923 році бібліотека налічувала 4 тисячі книг. Завдяки В. Харцієву вдалось обладнати читальню, виписати ряд книжок і педагогічних видань, бібліотечний фонд збільшився до 8 тисяч книг.
У 1925 року педагогічні курси було реорганізовано в Зінов'євський педагогічний технікум, книгозбірня якого налічувала понад 13 тисяч книжок — це понад п'ять тисяч назв.
Згідно з постановою 1930 року педтехнікуми було реорганізовано в педінститути. На базі Зінов'євського інституту соціального виховання відкрився Кіровоградський педагогічний інститут, при якому продовжувала функціонувати бібліотека. На той час у фондах бібліотеки було зібрано близько 20 тисяч книг суспільно-політичної, навчально-методичної, технічної та художньої літератури. Протягом 10 років фонд книгозбірні значно збільшився і становив 80 тисяч примірників.
Початок німецько-радянської війни перервав мирну роботу бібліотеки. У січні 1944 р. Радянська армія відвоювала Кіровоград і педагогічний інститут відновив свою роботу, на щастя, збереглась і бібліотека, хоча гітлерівці завдали їй великої шкоди: було розкрадено і спалено книги, знищено близько половини фонду. Завдяки зусиллям викладачів і бібліотечних працівників книгозбірню було перенесено за шість кварталів від навчального приміщення. На той час її фонд становив 40 тисяч томів.

У післявоєнні роки було організовано активну діяльність, що передбачала поповнення бібліотеки книжками. Розширення фонду відбулося за сприяння представників інших народів, які надсилали підручники, програми, посібники. Завдяки цьому бібліотечний фонд зріс до 100 тисяч книг (1955 р.).
У 1959 р. при факультеті фізичного виховання відкрився відділ літератури, який містив книги з фізичного виховання і спорту, а з 1967 р. при музично-педагогічному факультеті теж починає функціонувати пункт видачі літератури.
До середини 60-х р. колектив бібліотеки зріс кількісно і професійно завдяки фахівцям зі спеціальною освітою. В цей період завідувачем бібліотеки працювала З. М. Кузнецова, а з 1965 р. — В. О. Чухманов. Протягом цього часу було створено відділ комплектування та обробки та відділ обслуговування з абонементом і читальною залою. Станом на 1965 р. фонд налічував 190 304 книги і 39 324 брошури. Поповнення бібліотечного фонду відбувалося постійно, що засвідчує статистика. Зокрема за перше півріччя 1965 р. бібліотеку було поповнено суспільно-політичною літературою (1 938), книгами з мовознавства (2 159), з математики і природознавства (1 534), з літературознавства (1 462), з художньої літератури (1 480), з технічних дисциплін (229). На кінець 60-х р. фонд становив 231 тисячу книг і майже 40 тисяч брошур. Передплата періодичних видань становила 190 назв.
Для популяризації читання в бібліотеці щорічно організовувалися виставки, огляди нової літератури, конференції та диспути, літературні вечори. Окрім того, діяв міжбібліотечний абонемент для забезпечення користувачів літературою з інших бібліотек. Зі студентами I-х курсів щорічно проводилися заняття з основ бібліотечно-бібліографічних знань. В 1969 р. організовано постійно діючий семінар з бібліотечно-бібліографічних проблем. Завідувачі та члени кафедр готували для працівників бібліотеки огляди нової літератури; діяла бібліотечна рада. У цьому ж році було забезпечено видачу літератури за читацькими квитками.
Для поліпшення самостійної роботи студентів при кафедрі суспільно-політичних наук відкрито читальну залу на 66 посадкових місць. «Тепер щоденно (крім неділі) студенти матимуть змогу опрацьовувати твори на необхідну навчально-методичну літературу, одержати відповідну консультацію», — пише інститутська газета «Радянський студент» 1975 р.
Покращенню роботи бібліотеки сприяло також введення в експлуатацію 7-поверхового корпусу університету, а саме відкрито читальну залу та кімнату каталогів. На кінець 1979 р. відділ обслуговування складався з 3 читальних зал та 4 абонементів, а фонд налічував 420 тисяч примірників.
У 1983 р. завідувачем бібліотеки призначено Інну Василівну Сворінь. За час роботи І. В. Сворінь бібліотечний фонд кількісно збільшився і вже становив 660 тисяч примірників (1990 р.). У бібліотеці відкрито читальну залу філологічних дисциплін. При факультеті громадських професій організовано бібліотечне відділення, яке готувало фахівців бібліотечної справи.
У квітні 1997 р. згідно з постановою на базі педагогічного інституту, що ліквідувався, створено Кіровоградський державний педагогічний університет імені Володимира Винниченка. Директором бібліотеки призначено Ларису Іванівну Афанасьєву. З 1998 р. бібліотека увійшла до Ради зонального методичного об'єднання бібліотек вищих навчальних закладів Кіровоградської області. За період керівництва Л. І. Афанасьєвої бібліотека активно налагоджувала міжнародні зв'язки з фондом «Відродження», з УВАН у Канаді та бібліотекою «The Millennium Library», завдяки яким бібліотека отримувала в дарунок літературу. З 2001 р. при читальній залі філологічних дисциплін відкрито кімнату літератури української діаспори.
У читальних залах працював лекторій «Історичний календар», де викладачі кафедр виступали з повідомленнями про знаменні події тижня.
У грудні 1997 р. відкрито абонемент та читальну залу на природничо-географічному факультеті.
Розвиток нових напрямів підготовки фахівців в університеті зумовив постійне зростання фонду бібліотеки, який повинен повністю відповідати нормативам забезпеченості навчальною літературою. Зросла також кількість користувачів бібліотекою, а це спричинило дефіцит місць у читальних залах, тому керівництво університету створило проект будівництва нового бібліотечного комплексу, спорудження якого розпочалось у 2002 р.
З березня 2004 р. на посаду директора бібліотеки призначено Ольгу Антонівну Шульгу. Директор бібліотеки звертає велику увагу на вдосконалення традиційних методів роботи та впровадження сучасних методів обслуговування користувачів на основі комп'ютерних технологій. Під керівництвом Ольги Антонівни бібліотека почала роботу з автоматизації бібліотечних процесів. З 2006 р. бібліотека закупила програмний — продукт автоматизовану бібліотечно-інформаційну систему «Ірбіс». Почато роботу по формуванню електронного каталогу — каталогізацію фонду нових надходжень літератури та аналітичного опису періодики.
18 вересня 2007 р. відбулося відкриття нового приміщення бібліотеки. З січня 2008 р. бібліотека бере участь у корпоративній каталогізації ЦУКК, створеного Кіровоградською ОУНБ ім. Д. І. Чижевського.
Колектив бібліотеки зберігає найкращі традиції своїх попередників, а також впроваджує успішний інноваційний розвиток книгозбірні університету. Деяких працівників нагороджено грамотами і подяками різних рівнів. Заступникові директора бібліотеки Неумивако Марії Тимофіївні присвоєно почесне звання «Заслужений працівник культури України».

## Структура
Основними структурними підрозділами бібліотеки є:
- Відділ комплектування фондів та наукової обробки літератури
- Інформаційно-бібліографічний відділ
- Відділ інформаційних технологій та комп'ютерного забезпечення
- Відділ обслуговування:
  - читальна зала універсальний
  - читальна зала філологічний
  - зала для викладачів та науковців
  - абонемент фізико-математичного факультету та факультету іноземних мов
  - абонемент факультетів: історії та права, філології та журналістики, а також психолого-педагогічного факультету
  - абонемент і читальна зала природничо-географічного факультету
  - абонемент і читальна зала мистецького факультету
  - абонемент і читальна зала факультету фізичного виховання

## Довідково-пошуковий апарат

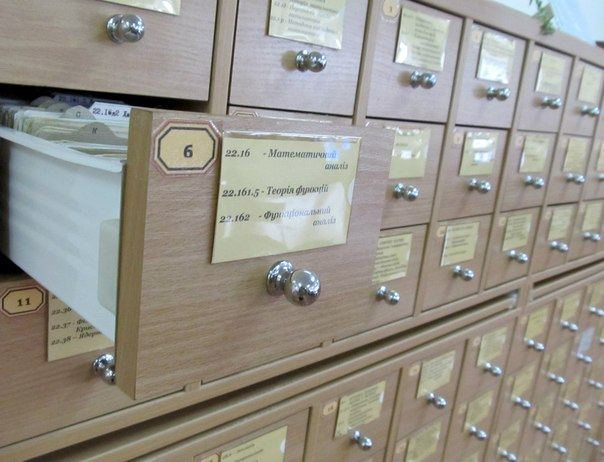
систематичний каталог

Довідково-пошуковий апарат бібліотеки складається з системи традиційних каталогів (алфавітного, систематичного, періодичних видань, дисертацій та авторефератів дисертацій), довідково-бібліографічної картотеки (систематичної картотеки статей, назв художніх творів, краєзнавчої та тематичної картотек) та електронного каталогу.
Електронний каталог ведеться з 2007 року, налічує близько 85 тисяч записів (за даними 2013 року), складається з 6 БД: 

- каталог (відображає нові надходження до бібліотеки починаючи з 2007 року)
- картотека
- дисертації
- автореферати дисертацій
- рідкісний фонд
- електронні документи

## Фонди

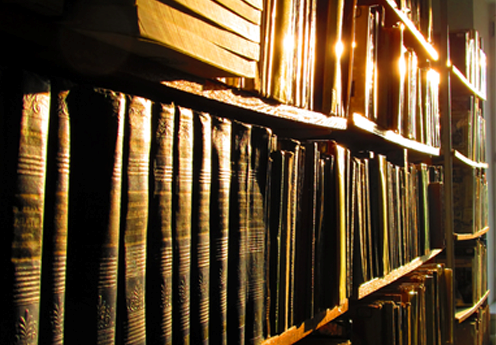
фонд абонемента

Бібліотечний фонд універсальний, загальний обсяг — 730 295 примірників українською, російською, англійською, німецькою та іншими іноземними мовами, за цільовим призначенням література наукова, навчальна, літературно-художня, зокрема книги, періодичні видання, електронні видання, дисертації, автореферати дисертацій, образотворчі та нотні видання, а також рідкісні та цінні документи.
У фонді бібліотеки зберігається 3 561 примірник рідкісних та цінних видань з різних галузей знань, серед них «Очеркъ исторіи воспитанія и обученія съ древнейшихъ до нашихъ временъ» Л. Н. Модзалелевского (СПб, 1892), «Руская Летопись по Никонову списку» (СПб., 1767), «Слово о полку Игореве, Игоря сына Святославля, внука Ольгова» (М., 1934), «Софийский временник, или русская летопись с 862 по 1534 год» (М.,1820), «Кобзарь» Т. Г. Шевченка (СПб., 1860), «Изъ русской народной словесности» (Елисаветградъ, 1901). Деякі книги, які мають особливу цінність, оцифровані і представлені у бібліотеці рідкісної книги.